# Гемпгілл (Техас)
Гемпгілл (англ. Hemphill) — місто (англ. city) в США, в окрузі Сабін штату Техас. Населення — 1029 осіб (2020).

## Географія
Гемпгілл розташований за координатами 31°20′36″ пн. ш. 93°51′7″ зх. д. / 31.34333° пн. ш. 93.85194° зх. д. (31.343300, -93.851913).  За даними Бюро перепису населення США в 2010 році місто мало площу 6,25 км², з яких 6,22 км² — суходіл та 0,02 км² — водойми. В 2017 році площа становила 6,60 км², з яких 6,58 км² — суходіл та 0,02 км² — водойми.

## Демографія
Згідно з переписом 2010 року, у місті мешкало 1198 осіб у 451 домогосподарстві у складі 296 родин. Густота населення становила 192 особи/км².  Було 533 помешкання (85/км²).
Расовий склад населення:
| - 82,6 % — білих - 10,9 % — чорних або афроамериканців - 0,7 % — азіатів - 0,4 % — корінних американців - 2,3 % — осіб інших рас |

До двох чи більше рас належало 3,1 %. Частка іспаномовних становила 7,2 % від усіх жителів.
За віковим діапазоном населення розподілялося таким чином: 25,1 % — особи молодші 18 років, 51,8 % — особи у віці 18—64 років, 23,1 % — особи у віці 65 років та старші. Медіана віку мешканця становила 42,2 року. На 100 осіб жіночої статі у місті припадало 84,0 чоловіків;  на 100 жінок у віці від 18 років та старших — 83,1 чоловіків також старших 18 років.
Середній дохід на одне домашнє господарство  становив 42 458 доларів США (медіана — 27 344), а середній дохід на одну сім'ю — 50 061 долар (медіана — 32 583). За межею бідності перебувало 35,4 % осіб, у тому числі 54,1 % дітей у віці до 18 років та 15,4 % осіб у віці 65 років та старших.
Цивільне працевлаштоване населення становило 407 осіб. Основні галузі зайнятості: освіта, охорона здоров'я та соціальна допомога — 22,4 %, транспорт — 16,2 %, роздрібна торгівля — 11,1 %, публічна адміністрація — 8,8 %.